# آلبرت هلمز (بازیکن فوتبال، زاده ۱۸۸۵)
آلبرت هلمز (انگلیسی: Albert Holmes؛ زادهٔ ۱۸۸۵) بازیکن فوتبال اهل بریتانیا است.
از باشگاه‌هایی که در آن بازی کرده‌است می‌توان به باشگاه فوتبال ناتینگهام فارست، باشگاه فوتبال پورتسموث، باشگاه فوتبال نلسون، باشگاه فوتبال هارت آف میدلوتیان، باشگاه فوتبال چسترفیلد، و باشگاه فوتبال کاونتری سیتی اشاره کرد.